# Старотумбагушево
Старотумбагу́шево (рос. Старотумбагушево, башк. Иҫке Томбағош) — присілок у складі Шаранського району Башкортостану, Росія. Адміністративний центр Старотумбагушевської сільської ради.
Населення — 289 осіб (2010; 316 у 2002).
Національний склад:
- марійці — 90 %